# قهار محکموف
قَهّار محکموویچ مَحکَموف (زادهٔ ۱۶ آوریل ۱۹۳۲ – درگذشتهٔ ۸ ژوئن ۲۰۱۶) دبیر اول حزب کمونیست تاجیکستان و نخستین رئیس‌جمهور آن کشور بود.
بزرگ‌ترین تهدید برای قدرت محکموف در جریان شورش‌های دوشنبه در فوریه ۱۹۹۰ پیش آمد. در آن شورش جوانان تاجیک با مهاجران غیرتاجیک و نیروهای پلیس درگیر شدند و این درگیری ده‌ها کشته بر جای گذاشت.
در سال ۲۰۰۰ قهار محکموف از سوی امام‌علی رحمان رئیس‌جمهوری وقت تاجیکستان به عضویت شورای ملی تاجیکستان گمارده شد. قهار محکموف در ۸ ژوئن ۲۰۱۶ بعد از یک دوره طولانی بیماری در سن ۸۴ سالگی درگذشت.